# Arielle Kebbel
Arielle Caroline Kebbel (Winter Park, Florida, 19 de febrero de 1985) es una actriz y cantante estadounidense.

## Trayectoria
Su primer papel lo obtuvo en la película The Bros. (2002) junto a Ludacris, Shaquille O'Neal. Además, ese mismo año fue elegida Miss Florida Teen. Ese galardón le facilitó acceder al mundo del cine y del modelaje. 
Kebbel participó más tarde como artista invitada en algunas series populares como Judging Amy (2003), Grounded For Life  (2004), Law & Order: Special Victims Unit (2003), Shark (2006) o CSI: Miami. Si bien, el salto a la fama lo dio con el papel de Lindsay Lister Forrester como el nuevo amor y esposa de Dean Forresters en  Gilmore Girls .
En 2005 trabajó en Be Cool, Reeker, Dirty Deeds, The Kid & I y en la cuarta entrega de la comedia American Pie: Band Camp.
En 2006 actuó en las películas Aquamarine, John Tucker Must Die, The Grudge 2 y Outlaw Trail. Ese mismo año también concluyó la filmación de Daydreamer, dirigida por el que entonces era su pareja, Braham Turner.

## Vida privada
Kebbel nació en Florida, donde residió hasta que cumpliera los 18 años. Decidió junto a su madre, Sheril, intentar adentrarse en el mundo del cine. Para ello se mudaron en 2004 a Los Ángeles. Tres días más tarde consiguió un contrato para trabajar en la serie Gilmore Girls.
Arielle Kebbel reside en Beverly Hills (Los Ángeles). Ha sido pareja del director Braham Turner.

## Filmografía

### Películas
| Año  | Título                                      | Rol              | Notas                                                 |
| ---- | ------------------------------------------- | ---------------- | ----------------------------------------------------- |
| 2004 | Soul Plane                                  | Heather Hunkee   |                                                       |
| 2005 | The Kid & I                                 | Arielle          |                                                       |
| 2005 | American Pie Presents: Band Camp            | Elyse Houston    |                                                       |
| 2005 | Dirty Deeds                                 | Alison           |                                                       |
| 2005 | Reeker                                      | Cookie           |                                                       |
| 2005 | Be Cool                                     | Robin            |                                                       |
| 2006 | Outlaw Trail: The Treasure of Butch Cassidy | Ellie            |                                                       |
| 2006 | The Grudge 2                                | Allison Fleming  | Nominada – Teen Choice Award for Choice Movie: Scream |
| 2006 | John Tucker Must Die                        | Carrie Schaeffer |                                                       |
| 2006 | Aquamarine                                  | Cecilia Banks    |                                                       |
| 2006 | The Bros.                                   | Kim              |                                                       |
| 2007 | Daydreamer                                  | Casey Green      |                                                       |
| 2008 | Forever Strong                              | Emily            |                                                       |
| 2008 | Freakdog                                    | Catherine Thomas |                                                       |
| 2009 | The Uninvited                               | Alex Ivers       |                                                       |
| 2010 | Brooklyn to Manhattan                       | Chloe            |                                                       |
| 2010 | Vampires Suck                               | Rachel           |                                                       |
| 2010 | Answer This!                                | Naomi            |                                                       |
| 2011 | I Melt with You                             | Randi            |                                                       |
| 2011 | The Brooklyn Brothers Beat the Best         | Cassidy          |                                                       |
| 2011 | Mardi Gras: Spring Break                    | Lucy             |                                                       |
| 2012 | Supporting Characters                       | Jamie            |                                                       |
| 2012 | Think Like a Man                            | Gina             |                                                       |
| 2018 | Cincuenta sombras liberadas                 | Gia Matteo       |                                                       |
| 2021 | After: almas perdidas                       | Kimberley        |                                                       |
| 2022 | After: amor infinito                        | Kimberley        |                                                       |
| 2023 | After Everything                            | Kimberley        |                                                       |

### Televisión
| Año             | Título                            | Rol                          | Notas                                  |
| --------------- | --------------------------------- | ---------------------------- | -------------------------------------- |
| 2003            | CSI: Crime Scene Investigation    | Right Teen                   | Episodio: "Forever"                    |
| 2003            | Judging Amy                       | Paige Lange                  | Episodio: "The Long Goodbye"           |
| 2003–2004       | Gilmore Girls                     | Lindsay Anne Lister Forester | 9 episodios                            |
| 2003            | Law & Order: Special Victims Unit | Andrea Kent                  | Episodio: "Mean"                       |
| 2004            | Entourage                         | Layla                        | Episodio: "Pilot"                      |
| 2004            | Grounded for Life                 | Taya                         | 5 episodios                            |
| 2005            | CSI: Miami                        | Pam Carpenter                | Episodio: "Nothing to Lose"            |
| 2005            | Clubhouse                         | Kat                          | Episodio: "Road Trip"                  |
| 2006            | Shark                             | Sydney Blair                 | Episodio: "In the Grasp"               |
| 2007            | Football Wives                    | Nicole Holt                  | piloto fallido                         |
| 2009            | No Heroics                        | Sandy                        | piloto fallido                         |
| 2009–2014, 2017 | The Vampire Diaries               | Alexia "Lexi" Branson        | 9 episodios                            |
| 2010            | True Blood                        | Charlene                     | Episodio: "I Smell a Rat"              |
| 2010            | Life Unexpected                   | Paige                        | papel principal (temp. 2); 7 episodios |
| 2011            | Marcy                             | Arielle                      | Episodio: "Marcy Does a Photographer"  |
| 2011            | Good Vibes                        | Payton (voz)                 | Episodio: "Backstage Babs"             |
| 2011–2013       | 90210                             | Vanessa Shaw                 | 15 episodios                           |
| 2011            | Hallelujah                        | Veda Roman                   | película para televisión               |
| 2012            | A Bride for Christmas             | Jessie Patterston            | película Hallmark                      |
| 2012            | Hawaii Five-0                     | Nicole Carr                  | Episodio: "Popilikia"                  |
| 2012            | Audrey                            | Marissa                      | 4 episodios                            |
| 2013            | Perfect Score                     | ella misma/presentadora      | programa de juegos                     |
| 2013            | Instant Mom                       | amiga de Stephanie           | 2 episodios                            |
| 2014            | Sweet Surrender                   | Nancy                        | película para televisión               |
| 2014            | The After                         | Tammy                        | piloto de serie web                    |
| 2015            | Bridal Wave                       | Georgie Dwyer                | Hallmark movie                         |
| 2015            | UnREAL                            | Britney                      | 3 episodios                            |
| 2015            | Ballers                           | Tracy Legette                | 7 episodios                            |
| 2015            | The League                        | Libby                        | 3 episodios                            |
| 2015            | Robot Chicken                     | Voiceover                    | Episodio: "Cake Pillow"                |
| 2015            | The Grinder                       | Avery Banks / Gabrielle      | 2 episodios                            |
| 2022            | 9-1-1 (serie de televisión)       | Lucy Donato                  | 7 episodios                            |